# طيران بيلافيا
طيران بيلافيا أو خطوط بيلافيا البيلاروسية الجوية (بالبيلاروسية: Авіякампанія «Белавія)(الروسية: Авиакомпания «Белавиа) هي شركة الطيران الوطنية البيلاروسية، تتخذ من مطار مينسك الدولي مركزاً لعملياتها، يقع المقر الرئيسي للشركة في مدينة مينسك عاصمة روسيا البيضاء، وتمتلك 1017 موظف للشركة وتقدم طيران بيلافيا خدماتها لأكثر من 49 وجهة في أوروبا وآسيا، طيران بيلافيا عضو في تحالف عالم واحد، وتقدم شبكة من الوجهات بين المدن الأوروبية ورابطة دول الكومنولث، وكذلك بعض الوجهات في الشرق الأوسط انطلاقا من قاعدتها في مطار مينسك الدولي.

## الوجهات
نتيجة للحظر اللاحق على دخول الطائرات البيلاروسية إلى المجال الجوي للاتحاد الأوروبي والمملكة المتحدة وأوكرانيا لم تستطع شركة الطيران الوصول إلى الوجهات باستثناء عشرين وجهة: وبسبب القيود الجغرافية أصبح السفر كيشيناو (مولدوفا) وكالينينغراد (روسيا) وبلغراد (صربيا) أصبحت مستحيلة بحكم الواقع، على الرغم من أن هذه الدول الثلاث غير الأعضاء في الاتحاد الأوروبي لم تصدر أي حظر سفر مستقل على بيلافيا. أكدت شركة الطيران في 28 مايو 2021 إلغاء الرحلات الجوية التي كانت ستضطر فيها إلى المرور عبر المجال الجوي المحظور، وأكدت مواصلة خط اسطنبول، تركيا.

### اتفاقية الرمز المشترك
لدى بيلافيا اتفاقية الرمز المشترك مع الشركات التالية اعتبارًا من مايو 2022:
- طيران البلطيق
- الخطوط الجوية الفرنسية
- الخطوط الجوية النمساوية
- الخطوط الجوية التشيكية
- الاتحاد للطيران
- فين إير
- الخطوط الجوية الملكية الهولندية
- خطوط لوت الجوية البولندية
- Motor Sich Airlines
- خطوط إس سفن
- الخطوط الجوية الدولية الأوكرانية

## الأسطول

### الأسطول الحالي

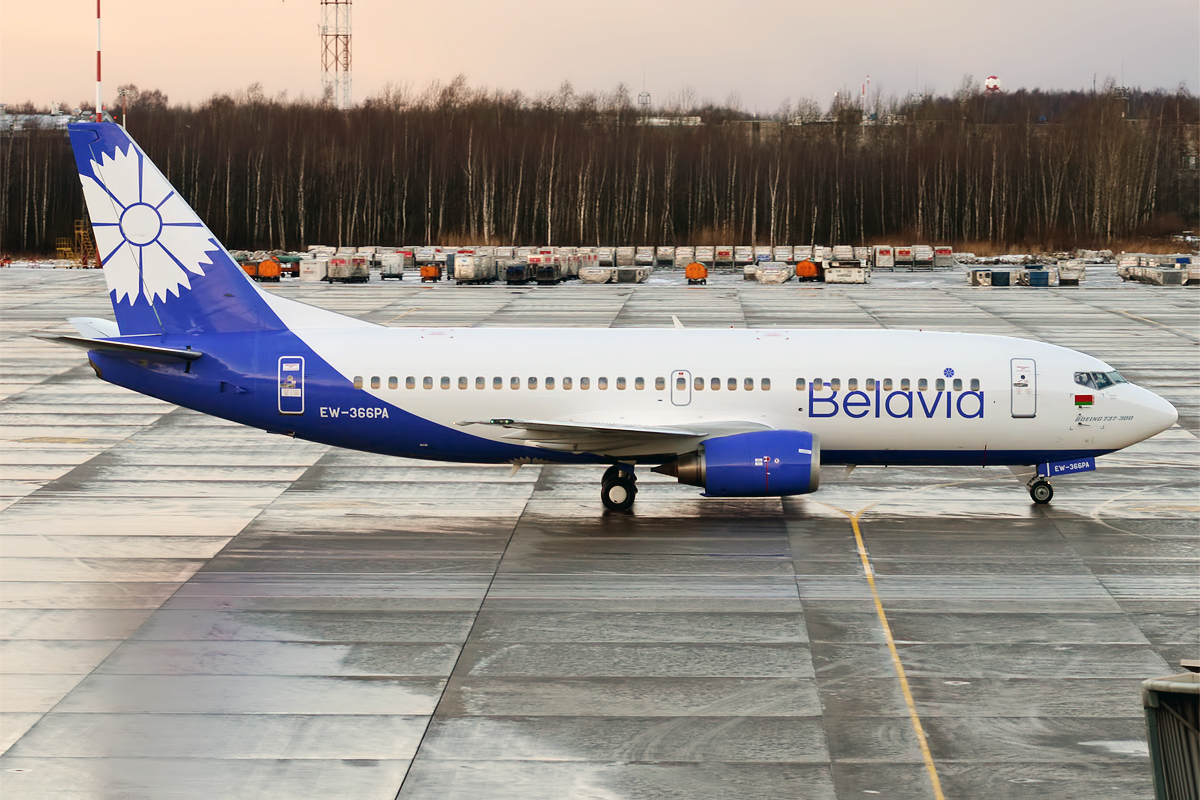
طائرة بوينغ 737-300 تابعة للشركة

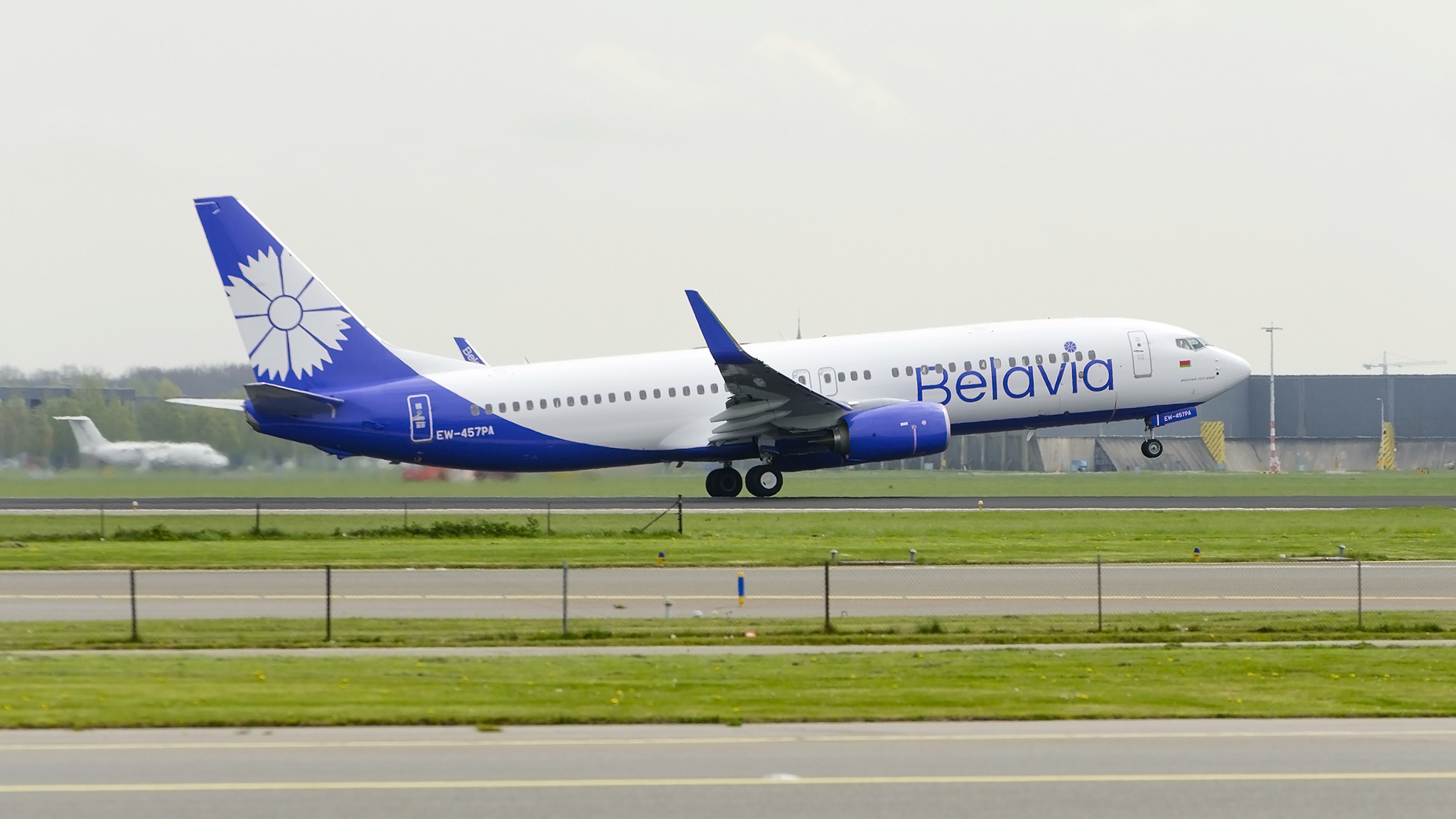
طائرة بوينغ 737-800 تابعة للشركة

اعتبارًا من نوفمبر 2022، يتكون أسطول بيلافيا من الطائرات التالية:
| الطائرة        | في الخدمة | مطلوبة | الركاب       | الركاب   | الركاب  | ملاحظت       |
| الطائرة        | في الخدمة | مطلوبة | رجال الأعمال | السياحية | المجموع | ملاحظت       |
| -------------- | --------- | ------ | ------------ | -------- | ------- | ------------ |
| بوينغ 737-300  | 2         | —      | —            | 148      | 148     | [ 9 ] [ 10 ] |
| بوينغ 737-800  | 5         | —      | —            | 189      | 189     | [ 9 ] [ 10 ] |
| بوينغ 737 ماكس | 1         | —      | 12           | 162      | 174     |              |
| إمبراير اي-175 | 1         | —      | 12           | 64       | 76      |              |
| إمبراير اي-195 | 4         | —      | 11           | 96       | 107     |              |
| المجموع        | 13        | —      |              |          |         |              |

### الأسطول التاريخي

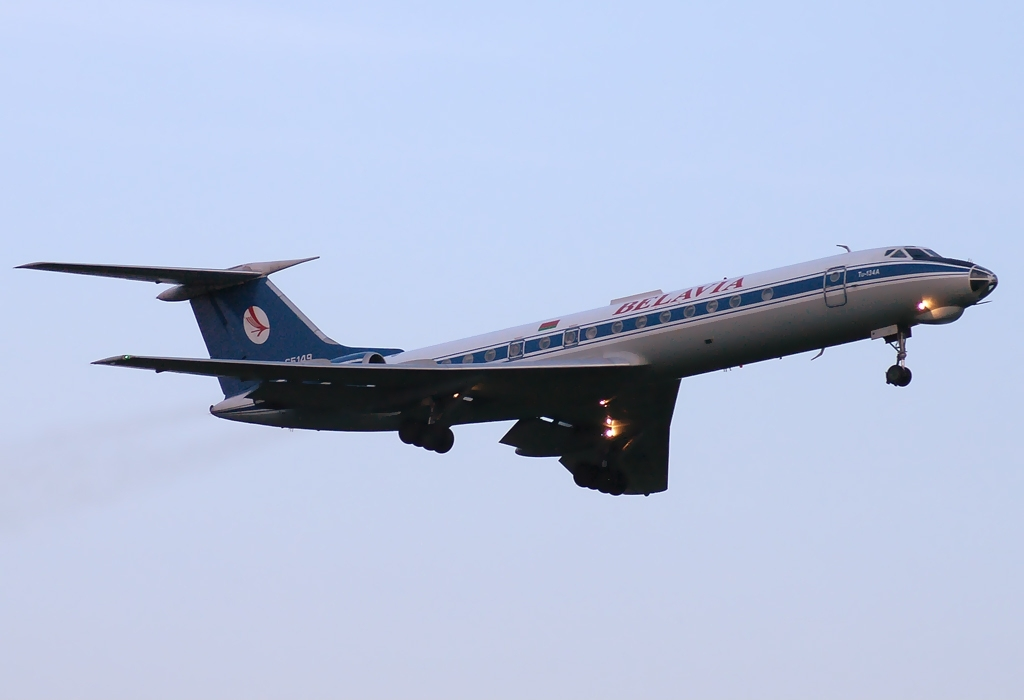
طائرة توبوليف تي يو 134 تابعة للشركة

| الطائرة                  | ملاحظات                                                                   |
| ------------------------ | ------------------------------------------------------------------------- |
| أنتونوف أن-10            |                                                                           |
| أنتونوف أن-24            |                                                                           |
| أنتونوف أن-26            |                                                                           |
| بوينغ 737 كلاسيك         | سحبت في 2021                                                              |
| بومباردييه سي آر جيه 100 | سحبت في 2018                                                              |
| بومباردييه سي آر جيه 200 | سحبت في 2020                                                              |
| إمبراير إي-جت إي2        | عاد إلى المؤجر بسبب الحظر.                                                |
| إليوشن إي أل-86          | استخدمت في 1994 إلى 1996 على الطرق المستأجرة إلى الصين والولايات المتحدة. |
| توبوليف تي يو 124        |                                                                           |
| توبوليف تي يو 134        |                                                                           |
| توبوليف تو 154 بي        |                                                                           |
| توبوليف تو 154 بي 1      |                                                                           |
| توبوليف تو 154 بي2       | تستخدم واحدة منها للتدريب                                                 |
| ياكوفليف ياك-40          |                                                                           |